# 상변화 광저장학회
상변화광저장학회(Phase Change Optical Storage, PCOS)는 일본에서 주최하는 상변화 기록에 관련된 국제학회로 일본 응용물리학회의 '상변화기록연구회'가 발전하여 국제학회가 되었다.
근래에는 '유럽 상변화 광저장학회'(European\Phase Change and Ovonics Symposium, 'EPCOS')가 개시되어 유럽의 상변화 연구에 대한 학술회의가 진행되고 있다.